# Adolph von Hansemann
Adolph von Hansemann (Aquisgrà, 27 de juliol de 1826 – Berlín, 9 de desembre de 1903) va ser un home de negocis i un banquer alemany.

## Biografia
Nasqè a Aquisgrà, fill d'un banquer i empresari del ferrocarril anomenat David Hansemann, Adolph Hansemann desenvolupà un fort interès per l'administració d'empreses i la banca. Va ser el propietari de la major entitat bancària del seu temps. Pel seu ajut en la Guerra Franco-prussiana Va ser ennoblit (portar el von) pel Kaiser Guillem I
Va ser partidari de l'expansió de les colònies alemanyes al Pacífic.

Muntanyes Hansemann, Nova Guinea Alemanya, dibuix per Otto Finsch

El maig dey 1884, Von Hansemann, Otto Finsch i altres banquers van der el Consorci de Nova Guinea (Neuguinea-Konsortium, més tard Neuguinea-Kompanie) i Astrolabe-Compagnie) que conduïren a la fundació de Kaiser-Wilhelmsland i de la Nova Guinea Alemanya.